# Steenwerck

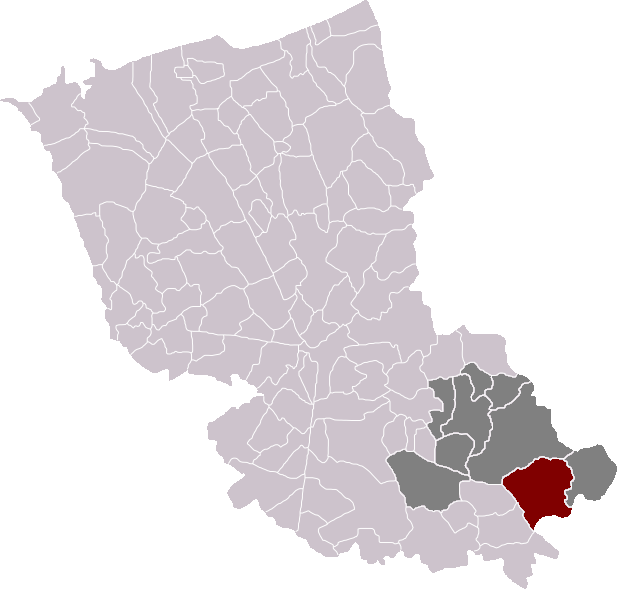
Commune dans l'arrondissement de Dunkerque.

Steenwerck (prononcé [stɛ̃vɛʁk] ; Steenwerk en néerlandais) est une commune française située dans le département du Nord en région Hauts-de-France.

## Géographie

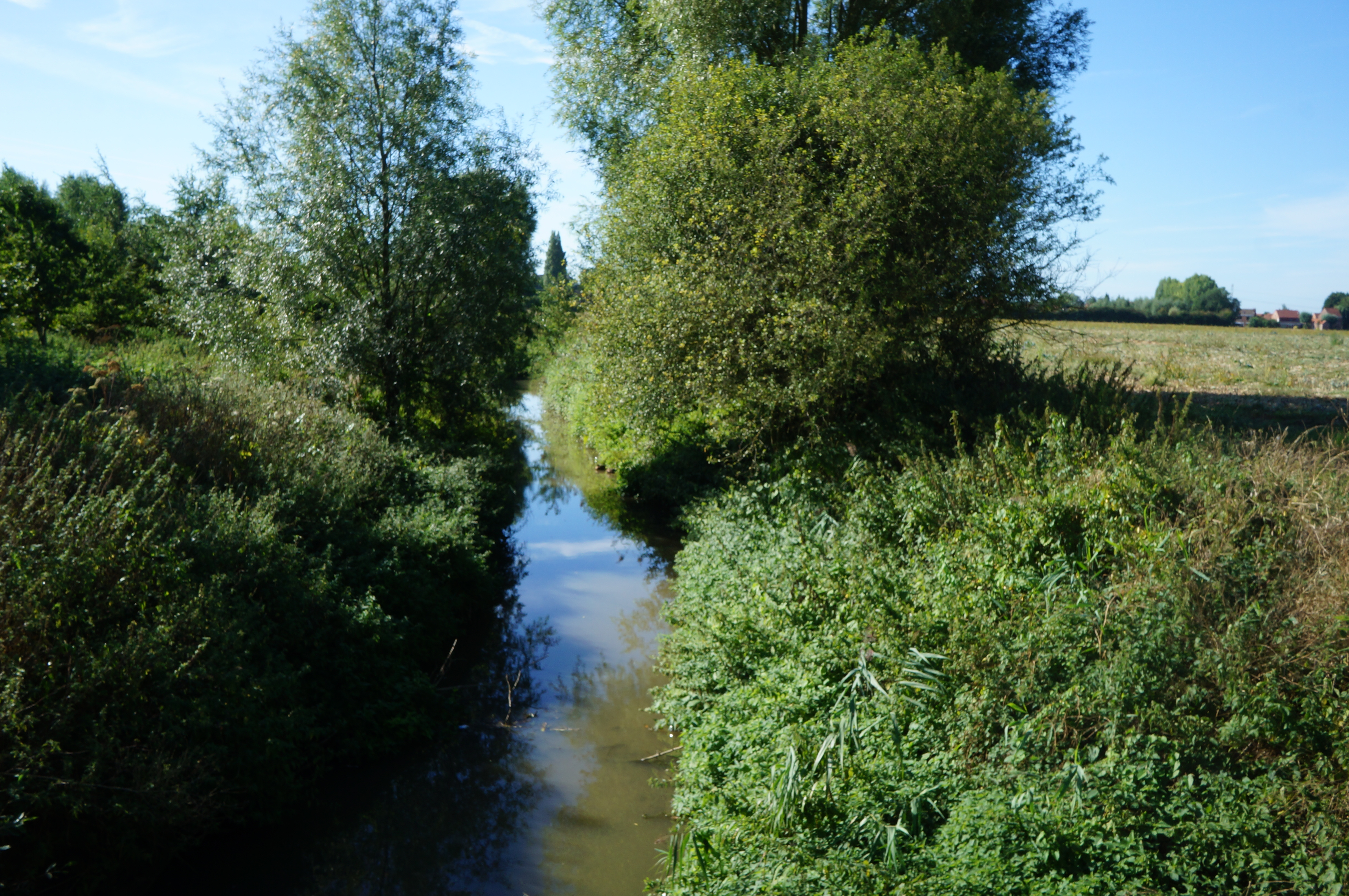
Le Kirlem sur le chemin du Pont de Pierre.

### Situation
À 25 km au nord-ouest de Lille et à 55 km au sud-est de Dunkerque, Steenwerck s'étend le long de la Lys et est traversée par la Becque qui prend sa source au pied du mont des Cats.
La commune la plus proche en Belgique est Heuvelland, en Flandre-Occidentale, à 9,6 km.

### Communications

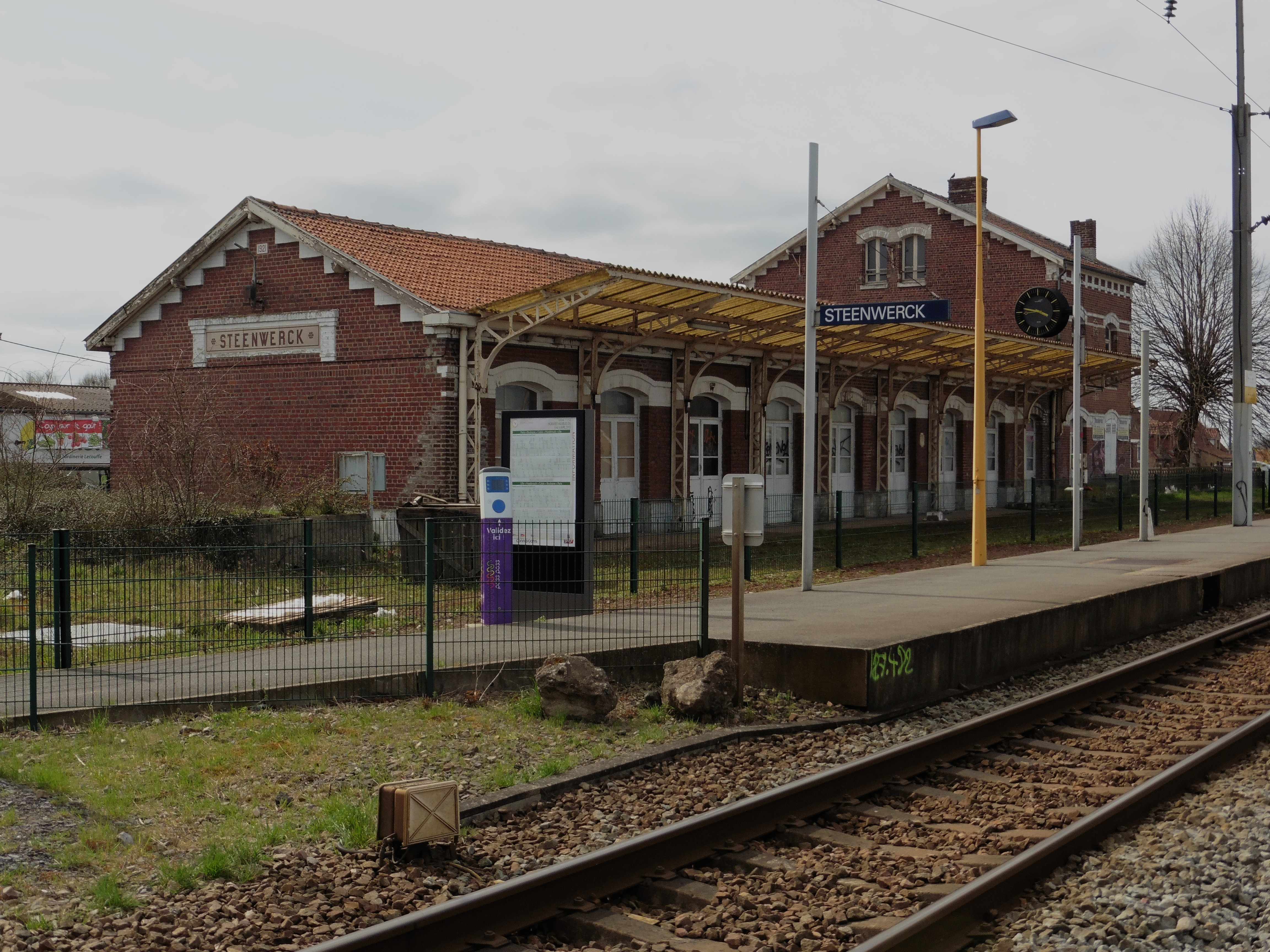
Steenwerck, la gare.

- Steenwerck est reliée à Lille et Dunkerque par l'autoroute A25.
- Des liaisons ferroviaires en TER (Train express régional) sont assurées au départ de la gare de Steenwerck (halte) à destination de Lille, Dunkerque et des villes voisines situées sur cette ligne, comme Bailleul, Armentières, Hazebrouck ou Nieppe.

### Communes limitrophes
|            | Bailleul          |                |
| Le Doulieu | Steenwerck        | Nieppe         |
| Estaires   | Sailly-sur-la-Lys | Erquinghem-Lys |

Quelques distances :
- Le Doulieu : 4,6 km
- Nieppe : 4,9 km
- Sailly sur la Lys : 5 km
- Bailleul : 5,1 km
- Erquinghem sur la Lys : 5,6 km
- Armentières : 7,5 km

### Hydrographie

#### Réseau hydrographique
La commune est située dans le bassin Artois-Picardie. Elle est drainée par la Lys, la Becque de Steenwerck, le Courant du Doulieu, la Serpentine Becque, la Stil Becque, la Becque de la halle, la Becque des pauvres, la Becque du Verrier, la Rue des Dames, le Courant bayard et divers autres petits cours d'eau,.
| (texte à fusionner) === Hydrographie ==== Steenwerck s'étend le long de la Lys et est traversée par la Becque qui prend sa source au pied du mont des Cats. La Becque de Steenwerck est aussi connue sous les autres noms de Grande becque, ruisseau Le Kirlem, serpentine becque, becque de la blanche maison, becque du mont noir, capelle becque, courant des sept mesures. La longueur en France est de 18,6 km. |

La Lys, d'une longueur de 134 km en France, prend sa source dans la commune de Lisbourg, à l'altitude de 114,7 mètres, et se jette dans l'Escaut à Gand à 4,45 mètres d'altitude.

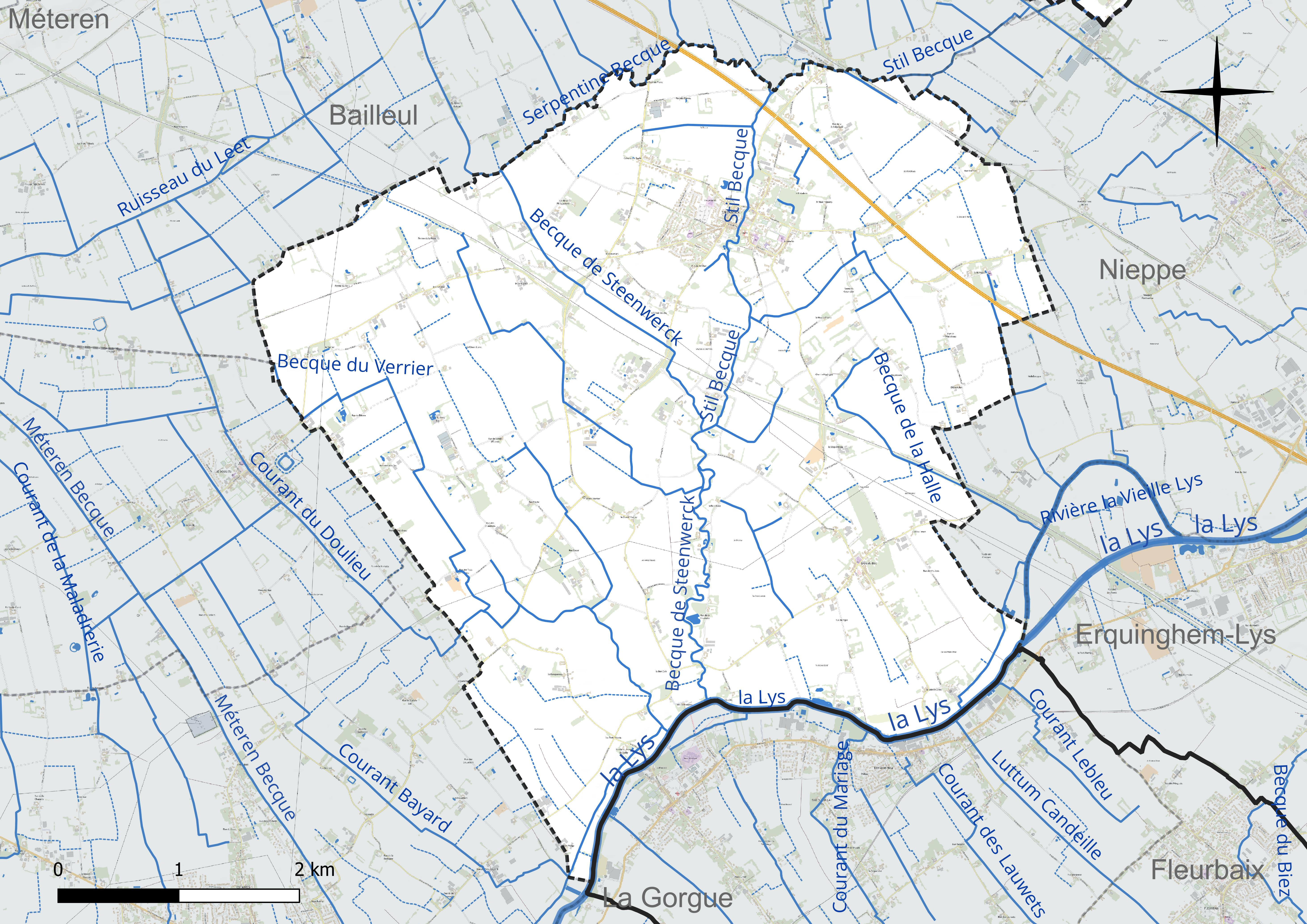
Réseau hydrographique de Steenwerck.

La Becque de Steenwerck, d'une longueur de 19 km, prend sa source dans la commune de Boeschepe et se jette  dans la Vleeterbeck en Belgique.

#### Gestion et qualité des eaux
Le territoire communal est couvert par le schéma d'aménagement et de gestion des eaux (SAGE) « Lys ». Ce document de planification concerne un territoire de 1 835 km2 de superficie, délimité par le bassin versant de la Lys. Le périmètre a été arrêté le 29 mai 1995 et le SAGE proprement dit a été approuvé le 6 août 2010, puis révisé le 20 septembre 2019. La structure porteuse de l'élaboration et de la mise en œuvre est le syndicat mixte pour l'élaboration du SAGE de la Lys (SYMSAGEL).
La qualité des cours d'eau peut être consultée sur un site dédié géré par les agences de l'eau et l'Agence française pour la biodiversité.

### Climat
Pour des articles plus généraux, voir Climat des Hauts-de-France et Climat du Nord.
En 2010, le climat de la commune est de type climat océanique dégradé des plaines du Centre et du Nord, selon une étude du CNRS s'appuyant sur une série de données couvrant la période 1971-2000. En 2020, Météo-France publie une typologie des climats de la France métropolitaine dans laquelle la commune est exposée à un climat océanique et est dans la région climatique  Côtes de la Manche orientale, caractérisée par un faible ensoleillement (1 550 h/an) ; forte humidité de l'air (plus de 20 h/jour avec humidité relative > 80 % en hiver), vents forts fréquents.
Pour la période 1971-2000, la température annuelle moyenne est de 10,6 °C, avec une amplitude thermique annuelle de 14,1 °C. Le cumul annuel moyen de précipitations est de 688 mm, avec 11,8 jours de précipitations en janvier et 9 jours en juillet. Pour la période 1991-2020, la température moyenne annuelle observée sur la station météorologique la plus proche, située sur la commune de Steenvoorde à 18 km à vol d'oiseau, est de 11,2 °C et le cumul annuel moyen de précipitations est de 727,8 mm,. Pour l'avenir, les paramètres climatiques de la commune estimés pour 2050 selon différents scénarios d'émission de gaz à effet de serre sont consultables sur un site dédié publié par Météo-France en novembre 2022.

## Urbanisme

### Typologie
Au 1er janvier 2024, Steenwerck est catégorisée bourg rural, selon la nouvelle grille communale de densité à sept niveaux définie par l'Insee en 2022.
Elle appartient à l'unité urbaine d'Armentières (partie française), une agglomération internationale regroupant dix  communes, dont elle est une commune de la banlieue,,. Par ailleurs la commune fait partie de l'aire d'attraction de Lille (partie française), dont elle est une commune de la couronne,. Cette aire, qui regroupe 201 communes, est catégorisée dans les aires de 700 000 habitants ou plus (hors Paris),.

### Occupation des sols
L'occupation des sols de la commune, telle qu'elle ressort de la base de données européenne d'occupation biophysique des sols Corine Land Cover (CLC), est marquée par l'importance des territoires agricoles (96,3 % en 2018), en diminution par rapport à 1990 (97,4 %). La répartition détaillée en 2018 est la suivante : 
terres arables (92,1 %), zones urbanisées (3,7 %), zones agricoles hétérogènes (2,5 %), prairies (1,7 %). L'évolution de l'occupation des sols de la commune et de ses infrastructures peut être observée sur les différentes représentations cartographiques du territoire : la carte de Cassini (XVIIIe siècle), la carte d'état-major (1820-1866) et les cartes ou photos aériennes de l'IGN pour la période actuelle (1950 à aujourd'hui).

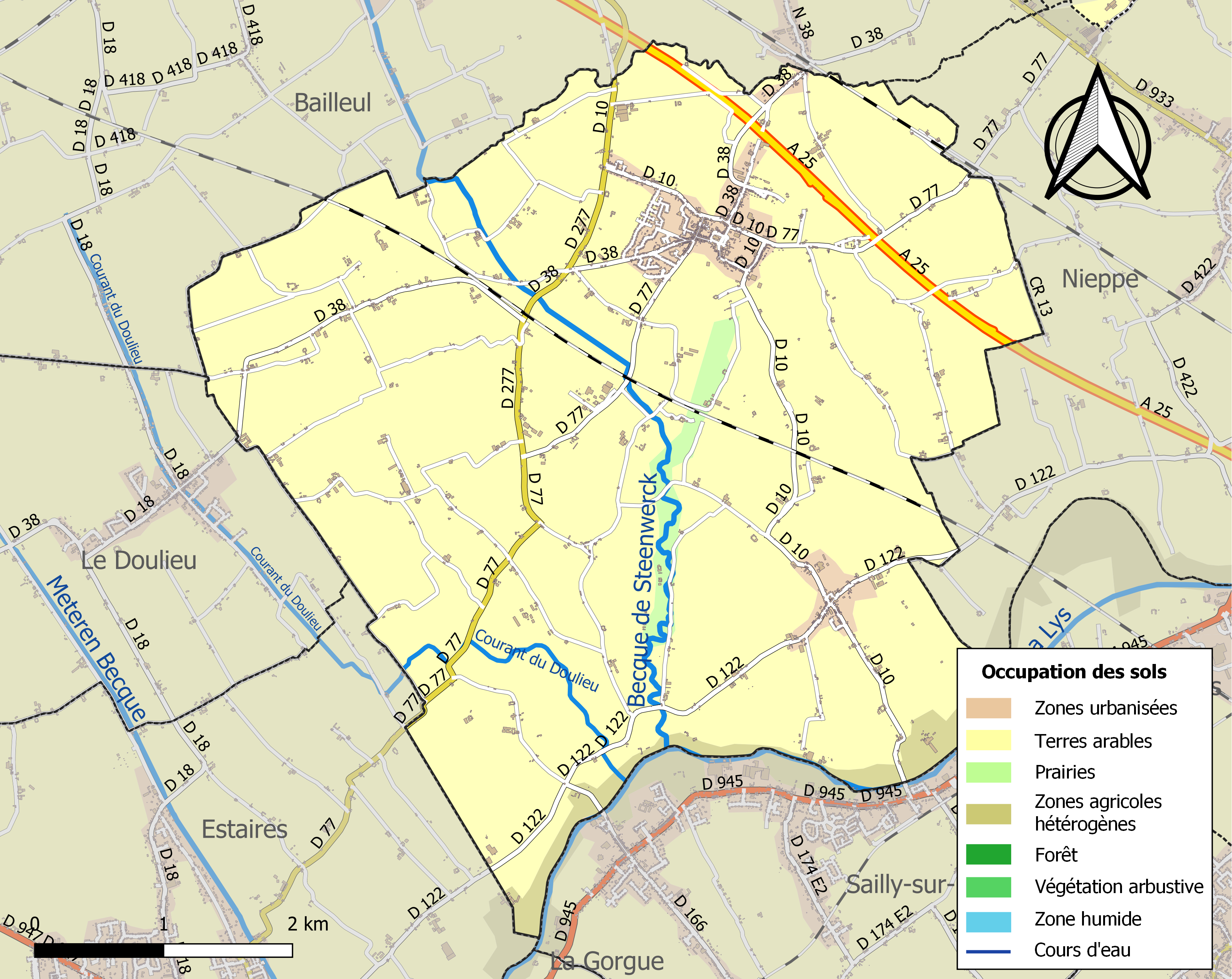
Carte des infrastructures et de l'occupation des sols de la commune en 2018 (CLC).

## Histoire

### Héraldique
|  | Les armes de Steenwerck se blasonnent ainsi : De gueules à la croix dentelée d'argent. |

### Les origines
Steenwerck aurait été créée par les Francs. La première mention de Steenwerck remonte au XIIe siècle : 1160.
L'invasion de Steenwerck s'est faite par la Becque (de Saint-Jans-Cappel à la Lys).

### Avant laRévolution française

#### Étymologie et évolution du nom de la commune
Au cours de l'histoire, plusieurs dénominations sont apparues :
Pour la période pendant laquelle le moyen néerlandais est parlé (1150-1550), on remarque :
- en 1160 : Steinwerc ;
- en 1182 : Estenwerck, titre de l'abbaye de Choques (62) ;
- en 1260 : Stuuinwercke, 1er cartulaire de Flandre ;
- en 1331 : Steinwerck, 1er cartulaire de la dame de Cassel[23] ;
- en 1332 : Steenwerc, 1er cartulaire de la dame de Cassel.

Puis dans divers documents, on parle de Stewerc.
Dans la langue néerlandaise moderne :
- steen signifie pierre ;
- werk signifie travail, construction.

Ces vocables évoquent une « construction » en pierre érigée à l'emplacement du bourg : l'ancien temple romain (voir : église Saint-Jean-Baptiste).
En 1160, le comte de Flandre Thierry d'Alsace, et son fils Philippe d'Alsace, donnent à Steenwerch une keure (charte communale).
En 1561, un habitant de Steenwerck est trouvé porteur d'un Nouveau testament en français annoté par Jean Calvin, un des fondateurs du protestantisme; il est torturé, brûlé vif pour l'exemple.
Anne de Wulf (†1596), originaire de Steenwerck, est abbesse de l'abbaye de Saint-Victor à Bergues. Elle enrichit l'abbaye d'une relique du saint patron du couvent, reçue d'une abbaye d'Allemagne, et assure le déménagement du cloître à l'intérieur de la ville de Bergues pour la protéger des exactions comme celles subies pendant la furie iconoclaste.
Du point de vue religieux, la commune était située dans le diocèse de Thérouanne puis dans le diocèse d'Ypres, doyenné de Bailleul.

#### Commerce
Le commerce se faisait par la Becque, canalisée et garnie d'écluses, jusqu'à la Lys. Les tisserands livraient leurs pièces de drap au port situé au centre du bourg et repartaient vers Armentières, cité de la toile. On accédait à Steenwerck par des bateaux à fond plat appelés martscheps (bateaux du marché). Par ce moyen les agriculteurs livraient leurs produits vers les villes voisines. Le commerce était aussi important avec Bailleul. Au milieu du XIXe siècle, les bateaux étaient encore utilisés.

### Depuis la Révolution française
En 1931, un tramway relie le hameau du Seau à Bailleul à Steenwerck.
Entre 1909 et 1949, une ligne de tramway relie Ypres à Steenwerck, via Neuve-Église et Warneton; il s'agit de la ligne de tramway 361.

#### Première Guerre mondiale
Steenwerck fut presque entièrement détruite pendant la Première Guerre mondiale. La commune reçut à ce titre la Croix de guerre 1914-1918.

#### Seconde Guerre mondiale
Le village a connu l'occupation allemande, avant d'être libéré par les troupes britanniques du Major Clayton Lee Bannister, le 6 septembre 1944. Un groupe de résistants s'était constitué à Steenwerck sous la direction de Jean Chieux, natif de la commune qui a travaillé en liaison avec le capitaine Michel (Michael Trotobas) puis avec Pierre Séailles.
Depuis, la municipalité et la population se sont toujours battues pour éviter de devenir un triste village dortoir. Ceci passe par l'équipement et la fixation de la population par des programmes de logement, et l'encouragement de toutes les initiatives bénévoles en termes d'animation.

## Culture et patrimoine

### Le patrimoine culturel

#### Les musées

##### Le Musée de la Vie rurale
Installé dans une ancienne ferme du début du XVIIIe siècle, à cour carrée, il rassemble les activités et les métiers d'un village flamand de 1850 à 1950. Avec plus de 1 500 m2 d'expositions et plus de 6 000 objets, témoins de la ruralité, le musée permet de découvrir ou de redécouvrir le quotidien de la vie agricole : les activités d'une ferme (la porcherie, le grenier à grain, l'écurie, la grange, le potager, le verger, la pâture, les étables, l'arboretum) et de son habitation (la cuisine, la chambre, le salon, le fournil, la buanderie, la cave), la vie d'un village avec ses commerces (l'estaminet, l'épicerie, la mercerie, le chapelier, le boulanger, le boucher, le galochier, le cordonnier, l'apothicaire, le vannier, le coiffeur), son école et ses métiers (le chaumier, le cardeur, le bourrelier, le menuisier, le tonnelier, le charron, le forgeron, l'apiculteur). De plus, le musée héberge deux chevaux trait du Nord.
La visite s'achève à l'estaminet « À La Gaieté », installé dans l'ancienne étable de la ferme, autour d'une bière régionale, de gaufres, d'un jus de pomme et de jeux traditionnels flamands.
Plusieurs journées à thèmes sont organisées sur l'année, tout comme une visite nocturne où l'on retrouve l'ambiance du temps passé, agrémentée parfois par le récit de conteurs. Le musée est devenu au fil du temps un lieu culturel incontournable du village, où se déroulent désormais régulièrement de nombreux spectacles éclectiques et de grande qualité, des manifestations thématiques et des expositions artistiques (peintures, photos, œuvres d'artistes locaux).

##### La ferme des orgues
Ce musée regroupe une collection d'instruments de musique mécanique, d'orgues mécaniques, de boites à musiques, de phonographes et de pianos mécaniques, d'automates. Il possède un violon mécanique dont il n'existe que quelques exemplaires dans le monde.

#### Les géants

##### Totor
D'une hauteur de 5,70 m et d'un poids approchant les 100 kg, il fait partie de la famille des géants portés du Nord de la France. Il participe à de nombreux cortèges, carnavals, fêtes de géants et autres fêtes locales dans toute la région, ainsi qu'à de nombreux rassemblements de géants en France et chez nos voisins européens. Il réclame cinq porteurs pour le déplacer et le faire danser.

##### Irène
Héroïne du film Quand la mer monte..., elle a été offerte par l'équipe du film en 2005 aux porteurs du géant Totor.

##### Marie Groëtte ou Marie Grouette
Elle représente une sorcière à tête de grenouille et appartient au hameau de la Croix du Bac.

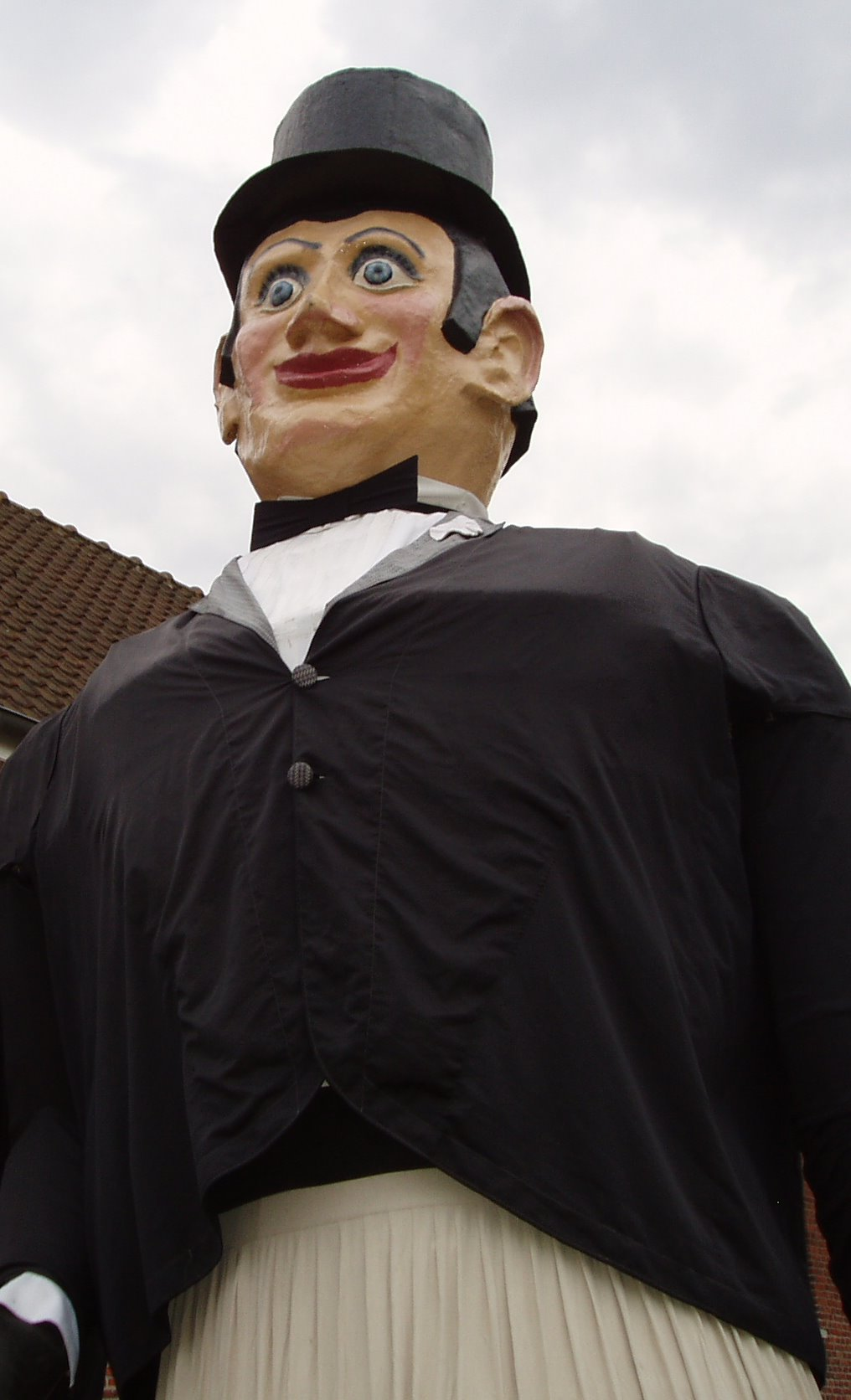
Totor
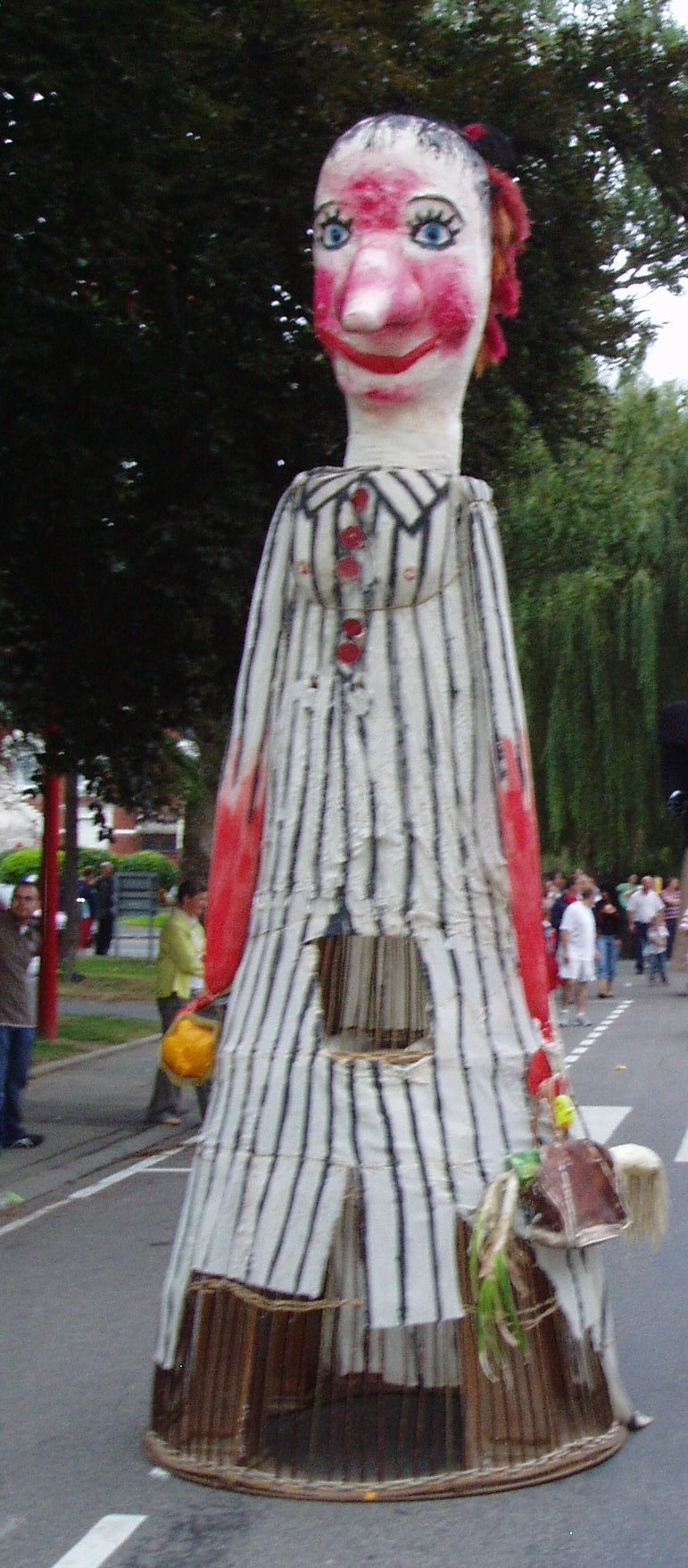
Irène

#### Cinéma et télévision

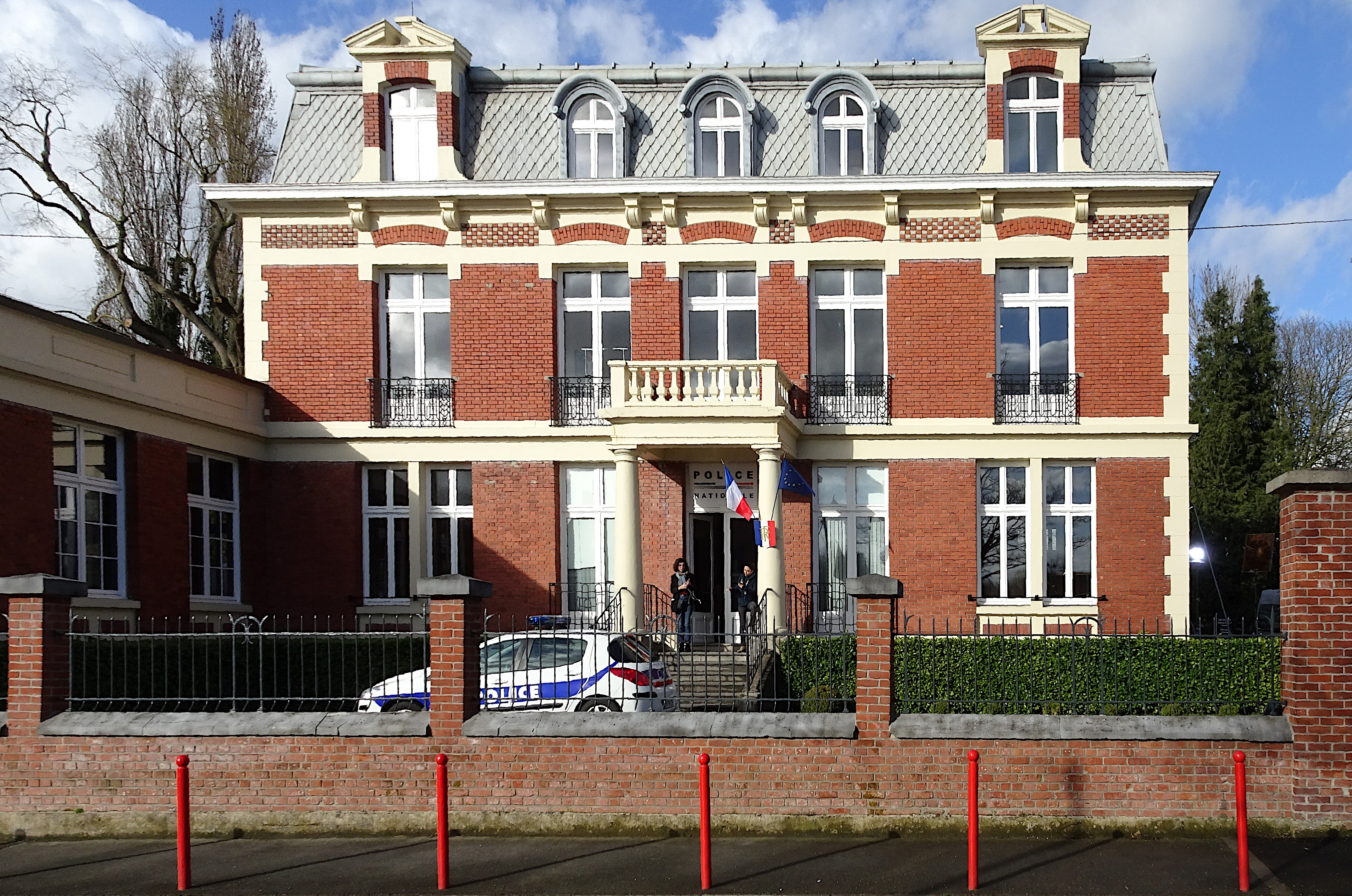
La "Maison Decanter" construite par le notaire Plouvier en 1920, lieu du tournage Meurtre à la kermesse

Steenwerck est régulièrement choisie comme décor pour différents films et téléfilms
- La vie de Jésus (1997) de Bruno Dumont
- Quand la mer monte... (2004) de Yolande Moreau et Gilles Porte[35]
- la série Commissaire Magellan.
- un épisode du feuilleton télévisé Docteur Sylvestre avec Jérôme Anger.
- un épisode du feuilleton télévisé Les Petits Meurtres d'Agatha Christie: Meurtre à la kermesse.

#### Littérature
Le village est le théâtre d'une scène du roman La Semaine Sainte (1958) de Louis Aragon.

#### Biennale de lacéramique
Steenwerck accueille depuis plusieurs années des potiers et céramistes qui exposent leurs créations, et réalisent une pièce unique sur un thème proposé par l'association Terretous.

#### Le foyer rural de Steenwerck
Fondé en 1960, il a soutenu l'initiative du festival des Conteurs en Campagne, et certains Steenwerckois sont devenus d'excellents conteurs. Le festival se déroule de septembre à octobre dans le Nord-Pas-de-Calais, et Steenwerck fait régulièrement partie des étapes incontournables. Le tarif d'entrée n'est pas calculé en euros ni même en francs, mais en "scrounchs" : chacun apporte une tarte, des gaufres, ou une bouteille, et la "recette" de la soirée est partagée de manière conviviale dès la fin de la représentation et jusqu'au bout de la nuit !

#### Art brut

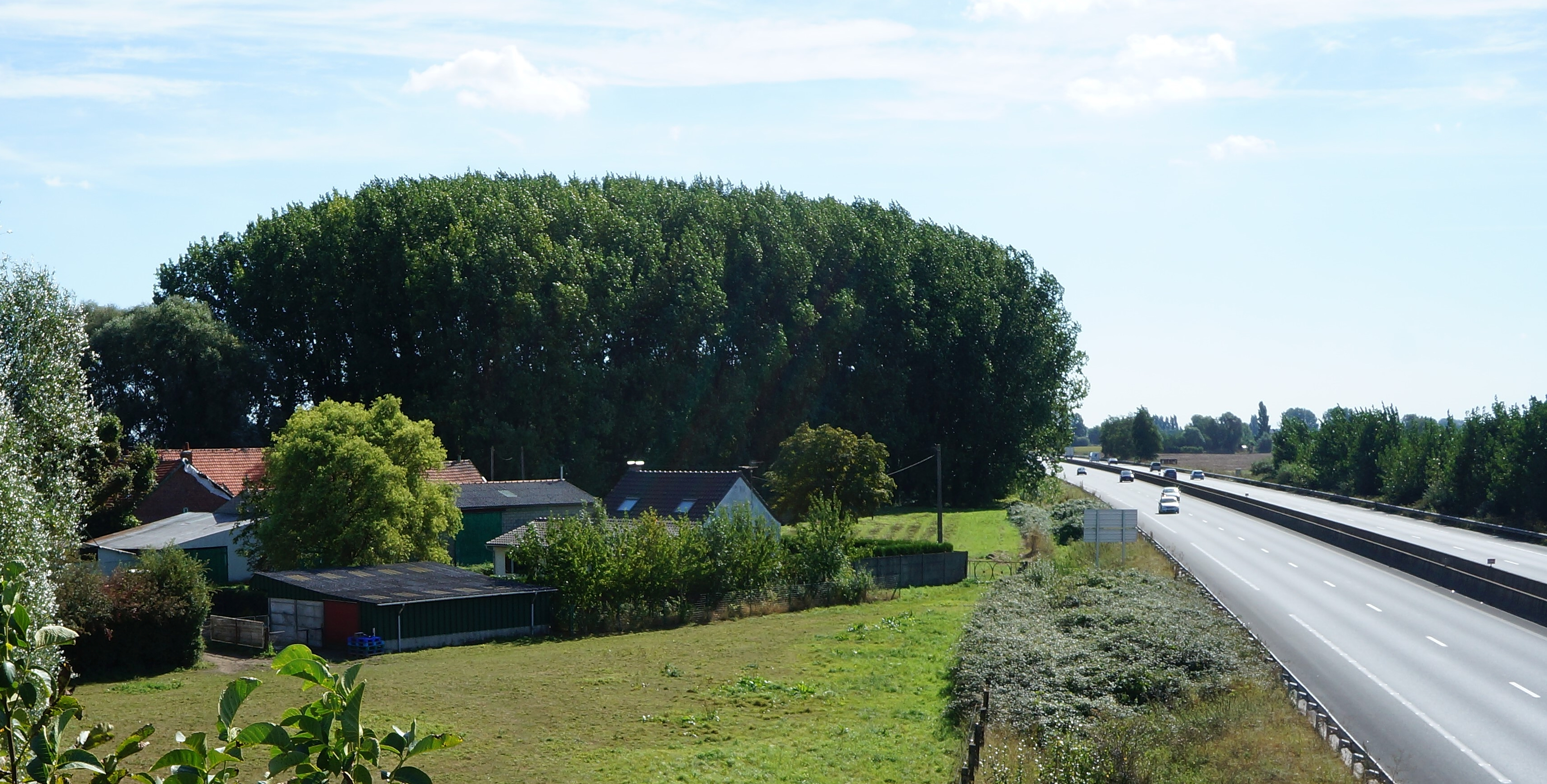
La ferme d'Arthur Vanabelle, après rénovation (septembre 2016)

En bordure de l'autoroute A25 se trouve la ferme d'Arthur Vanabelle, la Maison aux avions ornée de canons, de personnages militaires et d'avions multicolores blancs, rouges et verts en métal,. En janvier 2014, après la parution d'un article du quotidien régional la Voix du Nord qui alerte l'opinion publique sur son abandon par ses propriétaires partis en maison de retraite, l'artiste Gricha Rosov lance une pétition « Patrimoine régional : Sauvons la Maison aux avions de Steenwerck » qui recueille plus de 18 000 signatures et crée une association visant à sauvegarder le site. En décembre 2014, malgré l'intérêt du Lille Métropole Musée d'art moderne, d'art contemporain et d'art brut pour le site, le maire de Steenwerck annonce par voie de presse que la Ferme aux avions a été vendue à un particulier tandis qu'une partie des œuvres d'Arthur Vanabelle sera transférée dans un musée local.

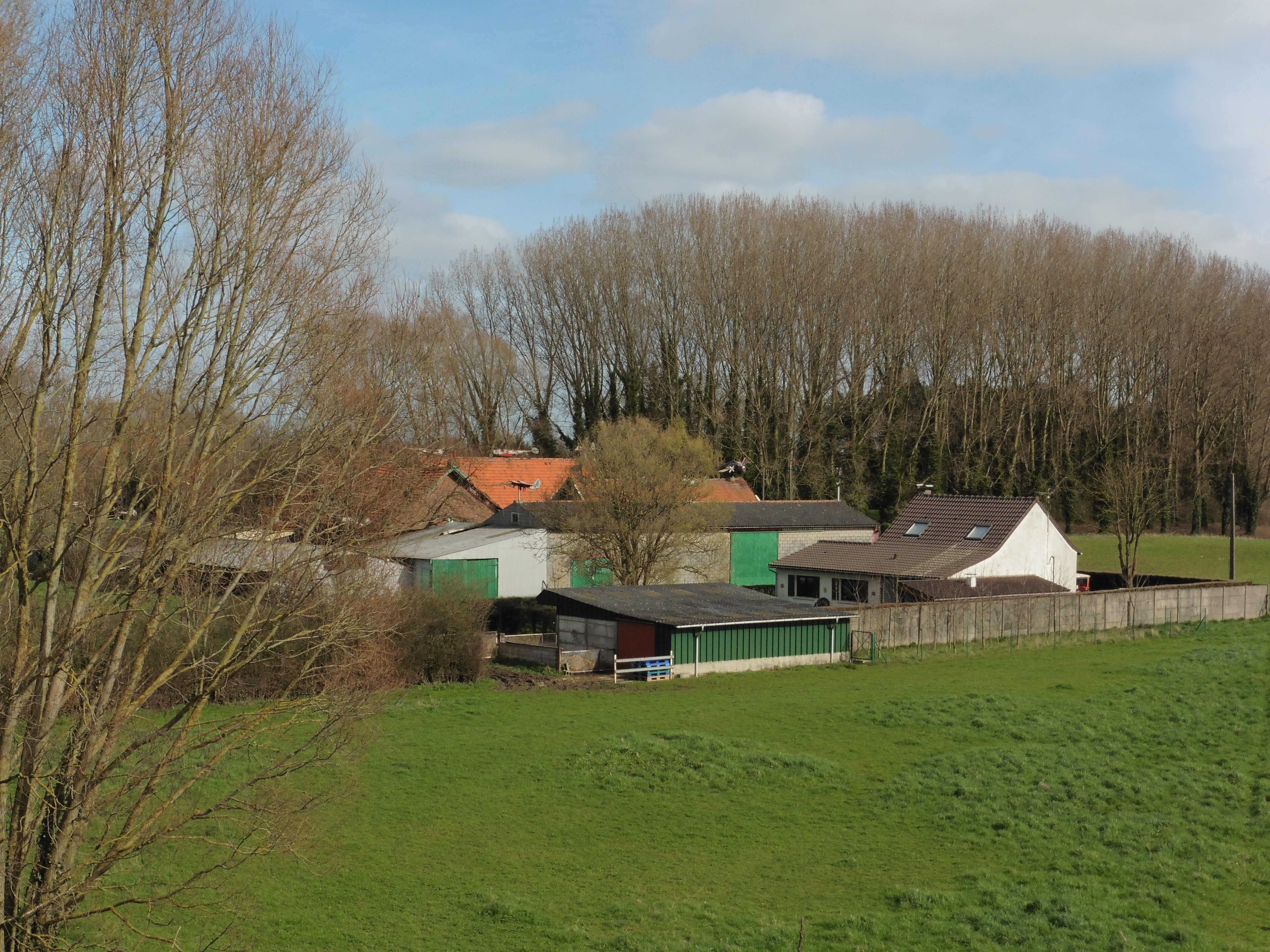
La maison aux avions d'Arthur Vanabelle (Steenwerck)
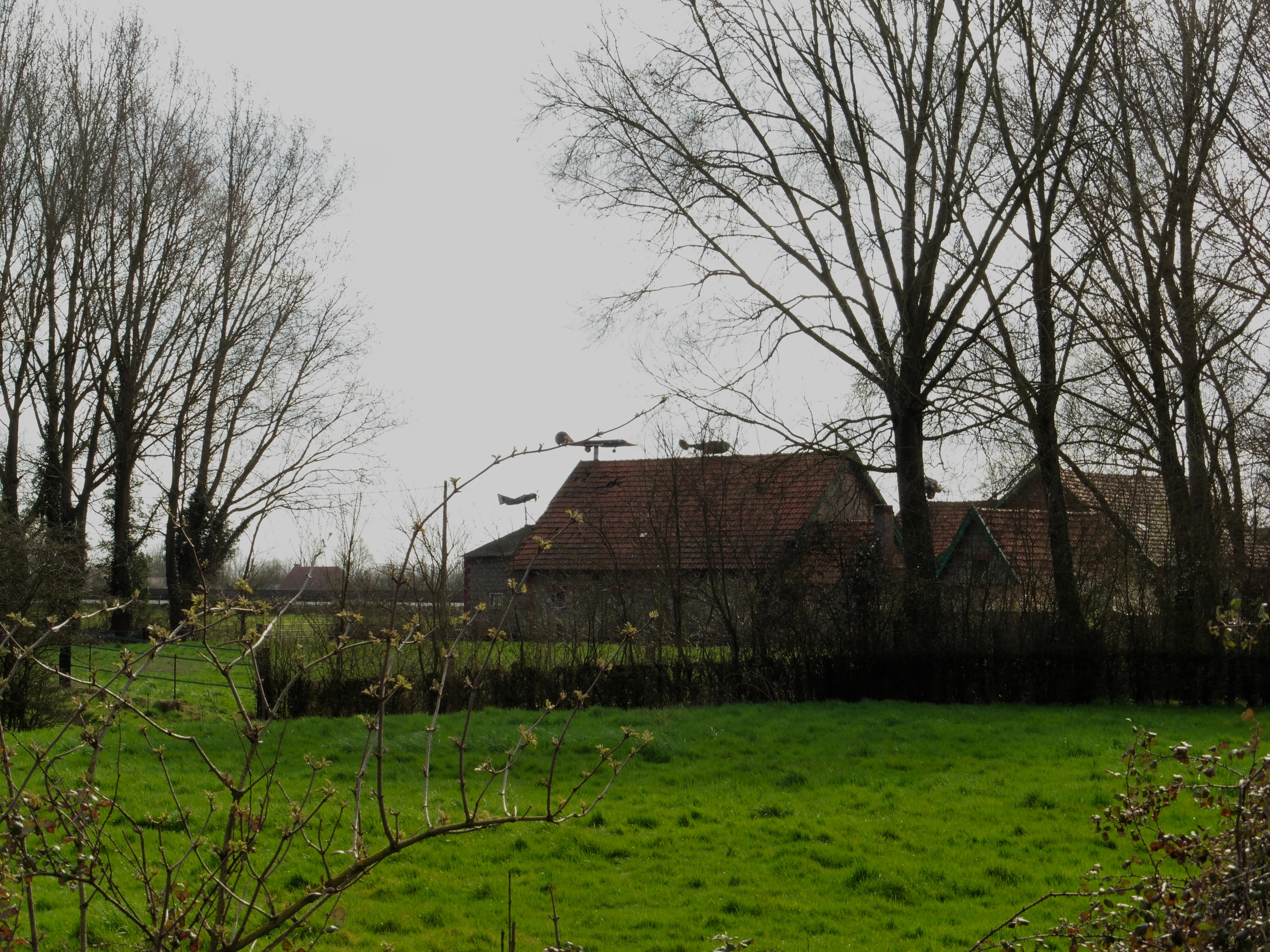
La maison aux avions d'Arthur Vanabelle (Steenwerck)
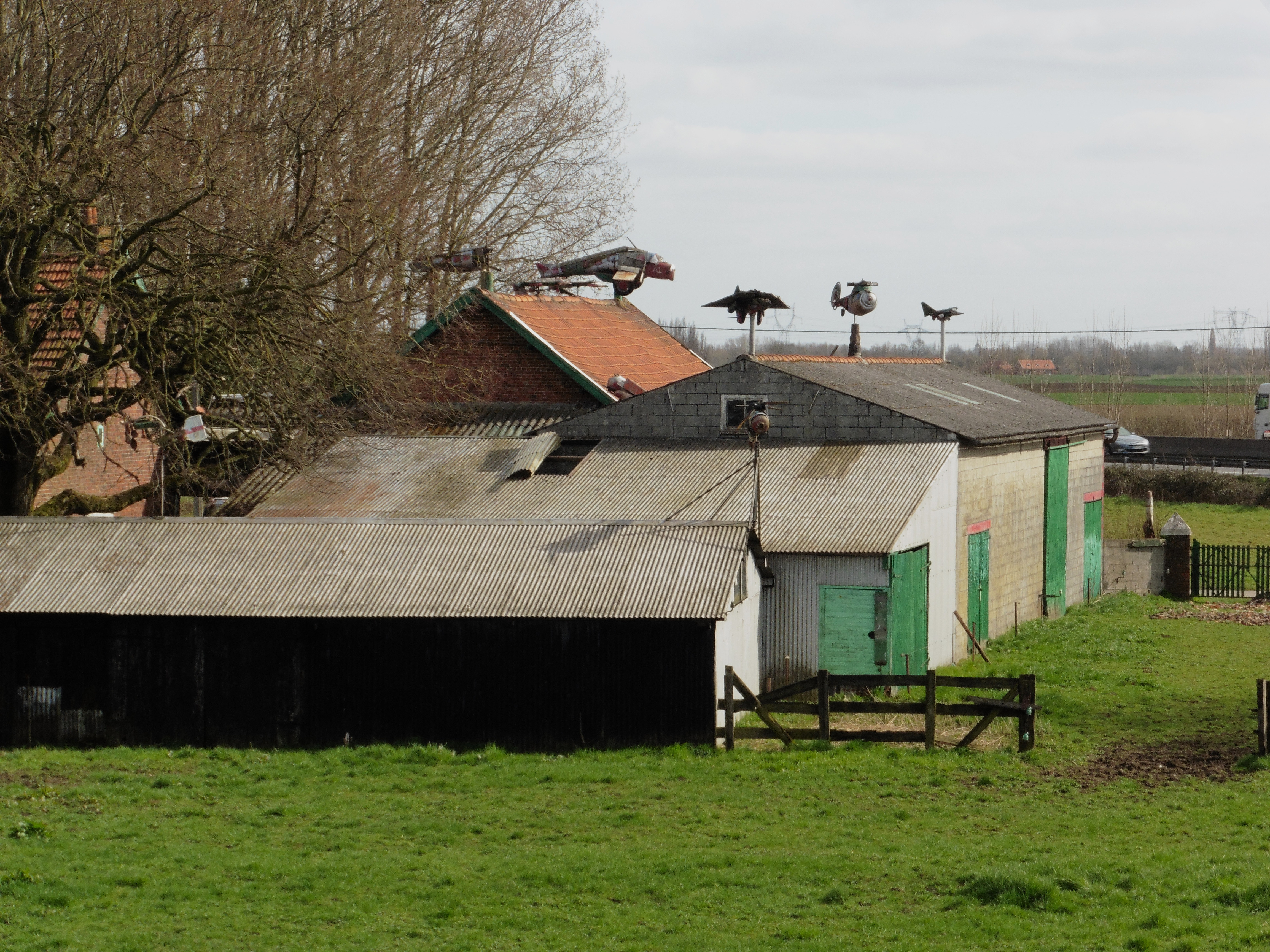
La maison aux avions d'Arthur Vanabelle (Steenwerck)
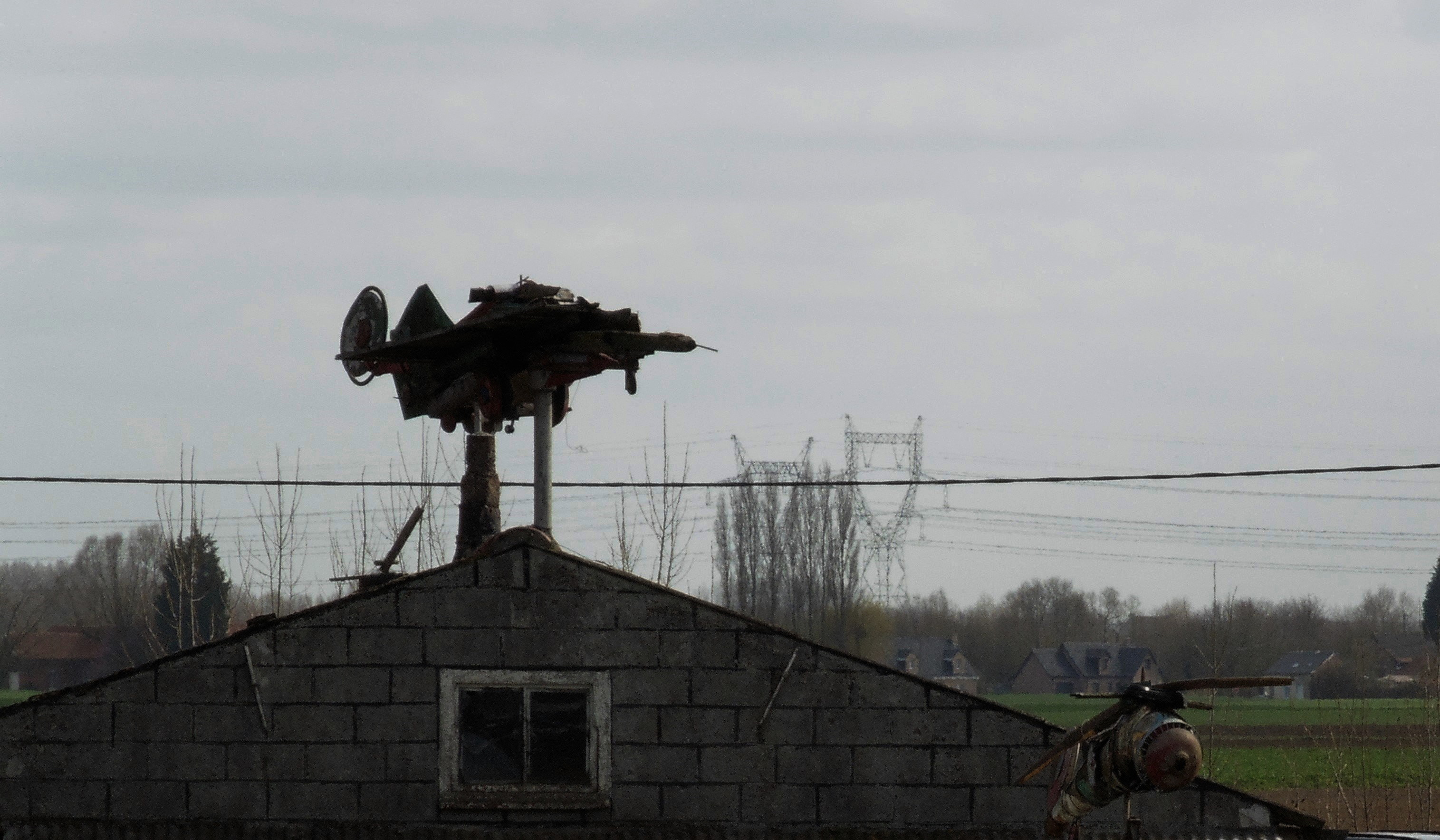
La maison aux avions d'Arthur Vanabelle (Steenwerck)

#### L'harmonie municipale
L'harmonie municipale a été créée en 1812 sous le vocable "Société de Musique de Steenwerck". En 1858, lors d'un concert se produisit Alexandre Desrousseaux, auteur de L'Canchon Dormoire, connue sous le titre du P'tit Quinquin, chanson populaire.
Dans la région Nord-Pas-de-Calais, de nombreuses musiques communales animent les fêtes officielles et populaires des cités.

#### L'association du marché de Noël
Depuis 1994, elle organise le marché de Noël. En 2010, celui-ci comptait 60 exposants.

#### Association Steenwerckoise des Amis du Patrimoine (ASAP)
Créée en 2004, cette association s'intéresse au patrimoine et à l'histoire de Steenwerck.
Elle vise à recenser, préserver, restaurer, étudier et mettre en valeur ces deux aspects du village.
Elle organise des expositions et des visites guidées et compte à son actif:
- La restauration de sept chapelles et de la tombe d'un poilu;
- La publication de deux ouvrages et de 9 numéros d'un périodique (Le Cygne d'Antan).

#### L'US Canettes
Créée en septembre 2014, cette association organise des événements culturels, tout en y intégrant une dimension solidaire, destinés à tout public.
Les objectifs sont de fédérer les habitants et promouvoir l'engagement de la jeunesse dans le développement de la vie culturelle de la commune. Une vision qui s'accompagne d'une conscience solidaire s'inscrivant au cœur des faits d'actualités et d'actions de solidarité diverses.

### Le patrimoine architectural

#### L'architecture religieuse

##### L'église Saint-Jean-Baptiste

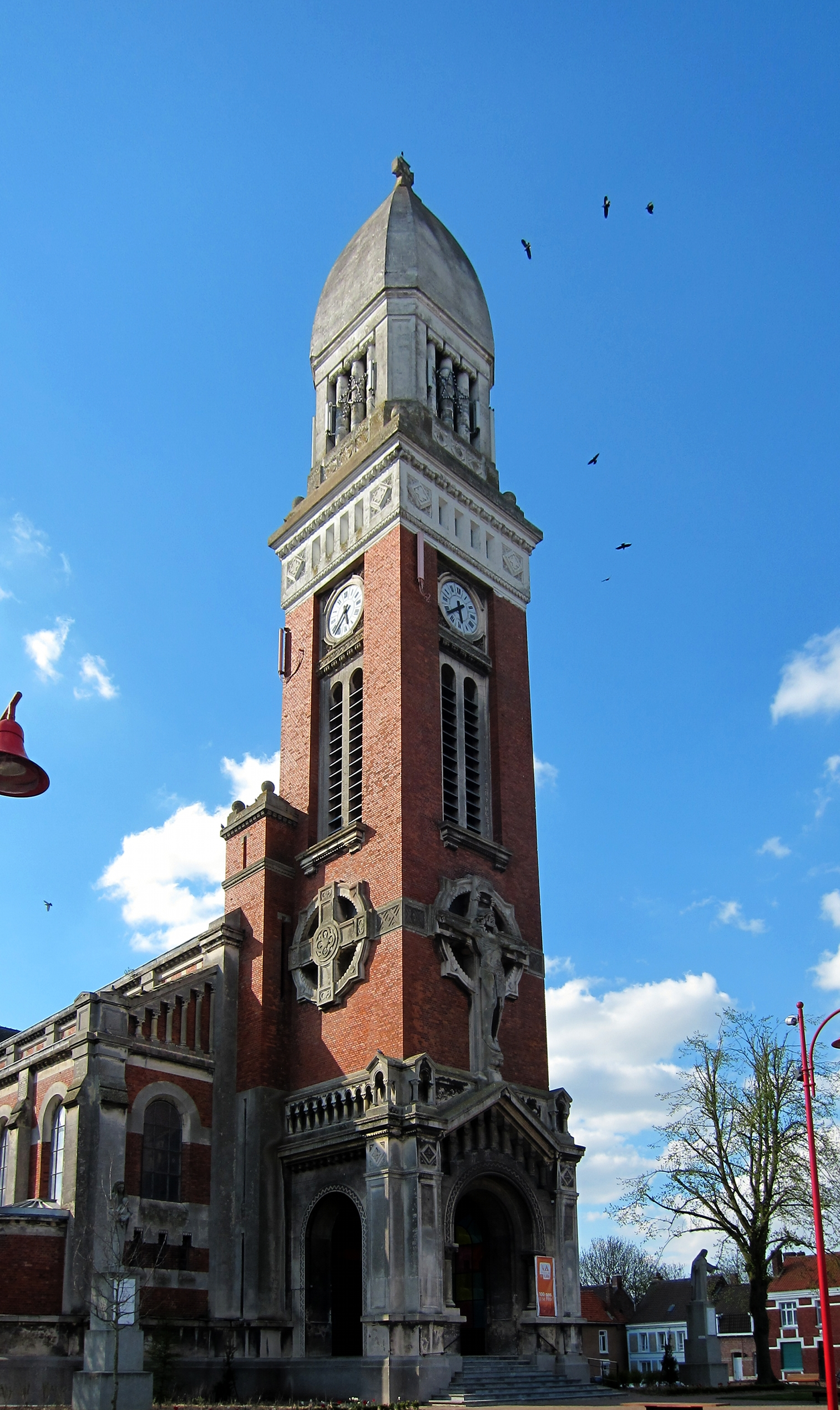
Le clocher de l'église de Steenwerck

L'édifice est situé à l'emplacement d'un temple romain. Déjà mentionnée au XIIe siècle (1182), il détient des fonts baptismaux du XVIe siècle (1587). Détruite durant la première guerre mondiale, l'église de style romano-byzantin (clocher) fut reconstruite en 1923 sur les plans d'Armand Lemay, architecte lillois. Elle est composée d'une nef et de deux bas-côtés. Dans le chœur, les vitraux de Pierre Turpin, maître verrier lillois, retracent la vie de Saint Jean-Baptiste. À l'intérieur de l'édifice est visible une maquette au 1/50e de l'église, réalisée en 1951.

##### L'église Notre-Dame des Sept Douleurs
Dès 1850, les habitants du hameau de La Croix du Bac ont conçu le projet de construire une église malgré l'opposition du curé de la paroisse de Steenwerck, ainsi que du Conseil de la ville et des commerçants locaux. Une parcelle de terrain a été offerte par Amand Chieux. Certains habitants de La Croix du Bac ont donné de l'argent, d'autres ont apporté leur main-d'œuvre et des matériaux. C'est ainsi que l'église de Notre-Dame des Sept Douleurs a été construite.
Lorsque l'église a été terminée, les gens ont demandé un prêtre au diocèse. L'évêque, connaissant l'opposition des autorités locales de Steenwerck, a refusé. Mais les paroissiens ont menacé de chercher un pasteur protestant, ce qui a amené l'évêque à changer d'avis et à créer une nouvelle paroisse, le 26 janvier 1870, avec son propre curé, l'Abbé Leleu. L'intérieur de l'église est décorée de 27 statues de dévotion aux saints populaires. Pour cette raison, l'église est aussi appelée « le reliquaire des ferveurs populaires ».

##### Les chapelles

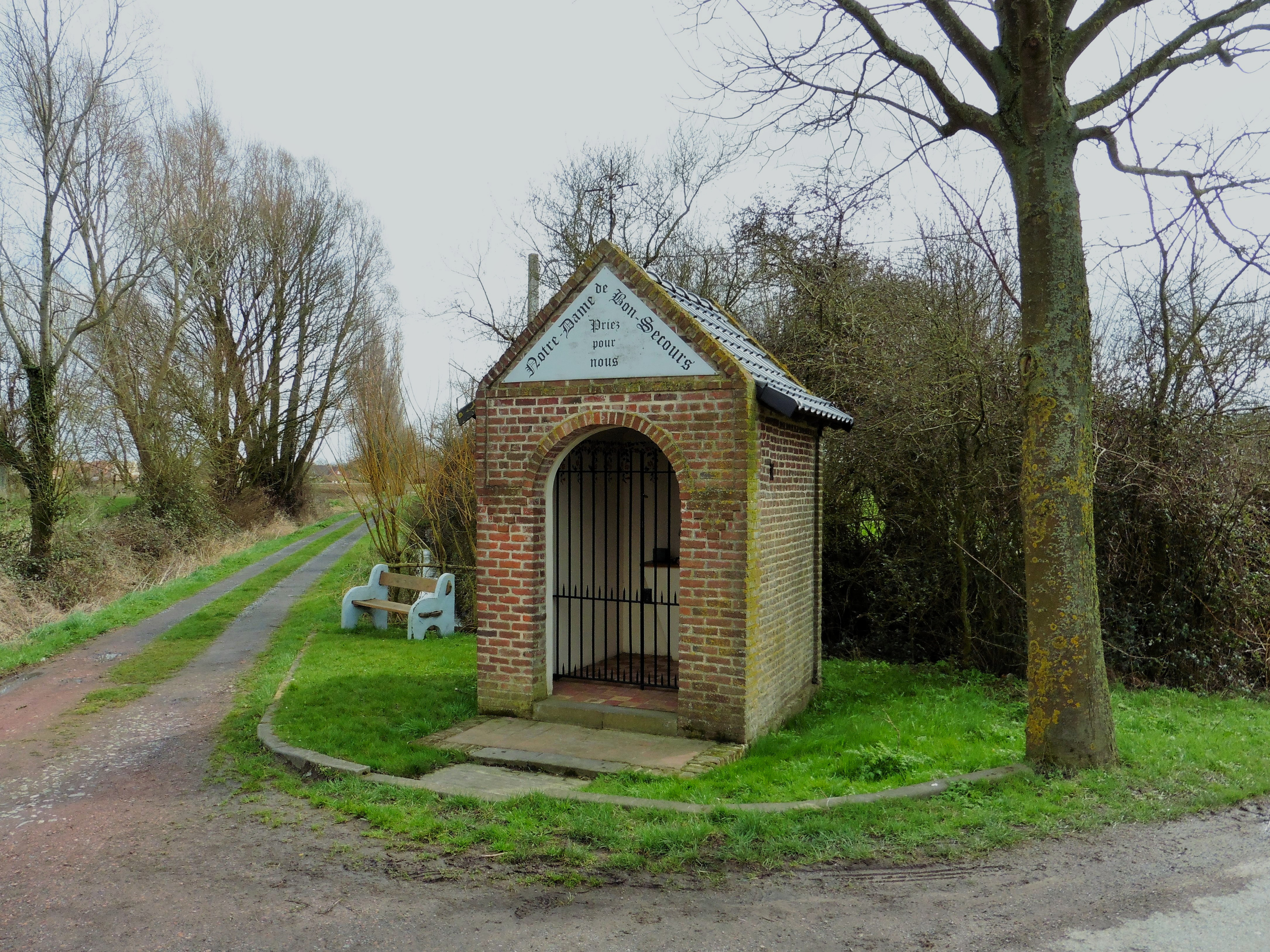
Chapelle Notre Dame de Bon Secours Steenwerck Nord.- France.

Elles sont au nombre de 25. Ces chapelles sont dispersées sur la commune de Steenwerck et le hameau "Croix du Bac". La chapelle la plus ancienne est du XVIe siècle et la plus récente est du XXe siècle : chapelle sainte Rita érigée en 1979.

#### L'architecture civile
- L'Hôtel de Ville, l'édifice fut construit en 1856 sur les plans de Desjardin, architecte d'Hazebrouck. Il présente deux niveaux séparés par un cordon. Le soubassement est en grès de Béthune et les appuis de fenêtre en pierre de Tournai. Au centre du bâtiment se fixe en avant-corps une bretèche.

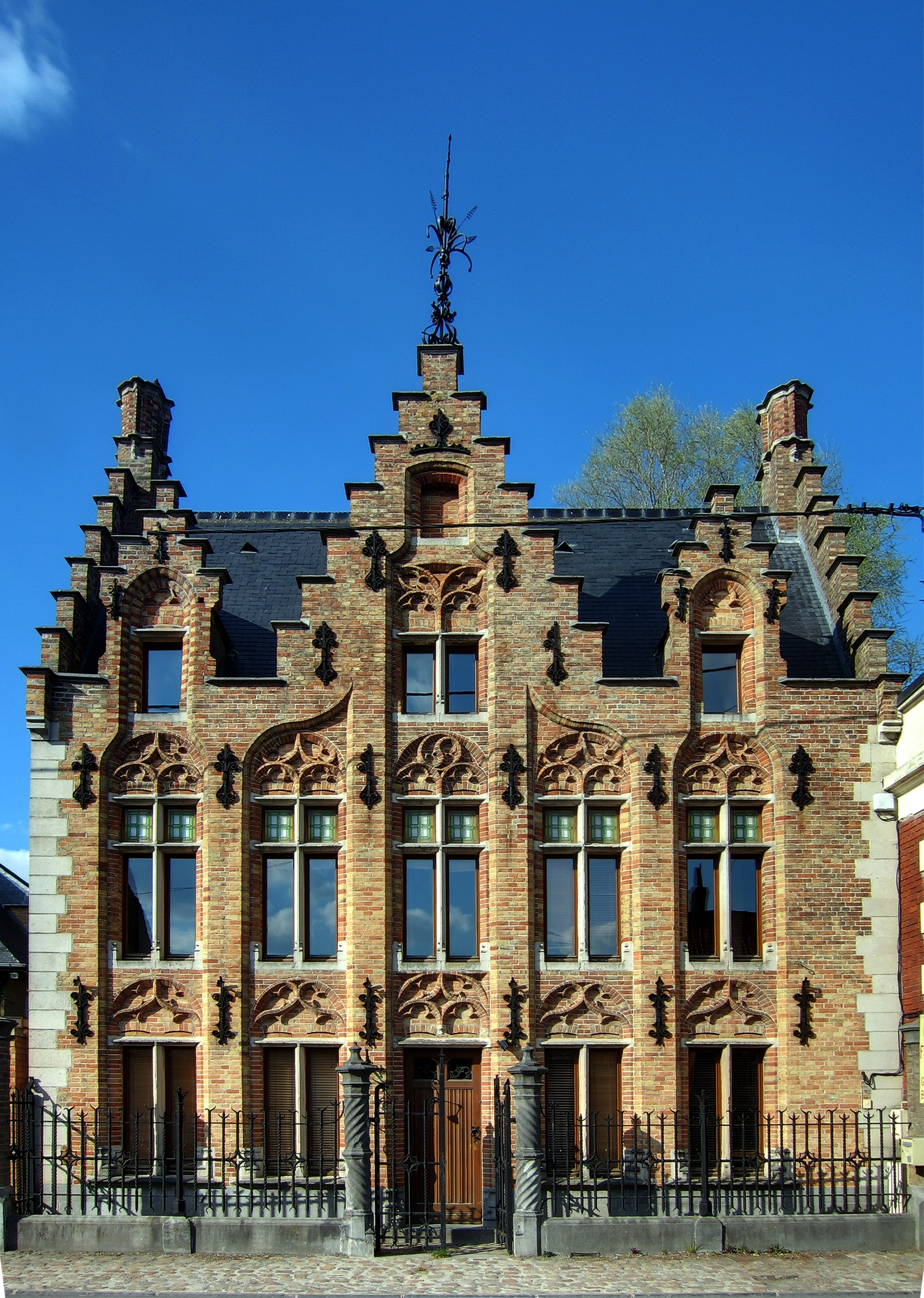
Steenwerck maison flamande

- La Maison flamande , de style néogothique, elle fut construite à l'initiative de Pierre Dutrie, amoureux de la ville de Bruges à la fin du XIXe siècle (vers 1890) sur les plans d'Étienne Timmery, architecte brugeois qui restaura les monuments de Bruges. Tous les artisans œuvrant pour l'édifice : maçons, tailleurs de pierre, charpentiers venaient de cette ville belge. Elle est inscrite au répertoire des Monuments historiques depuis 1980.

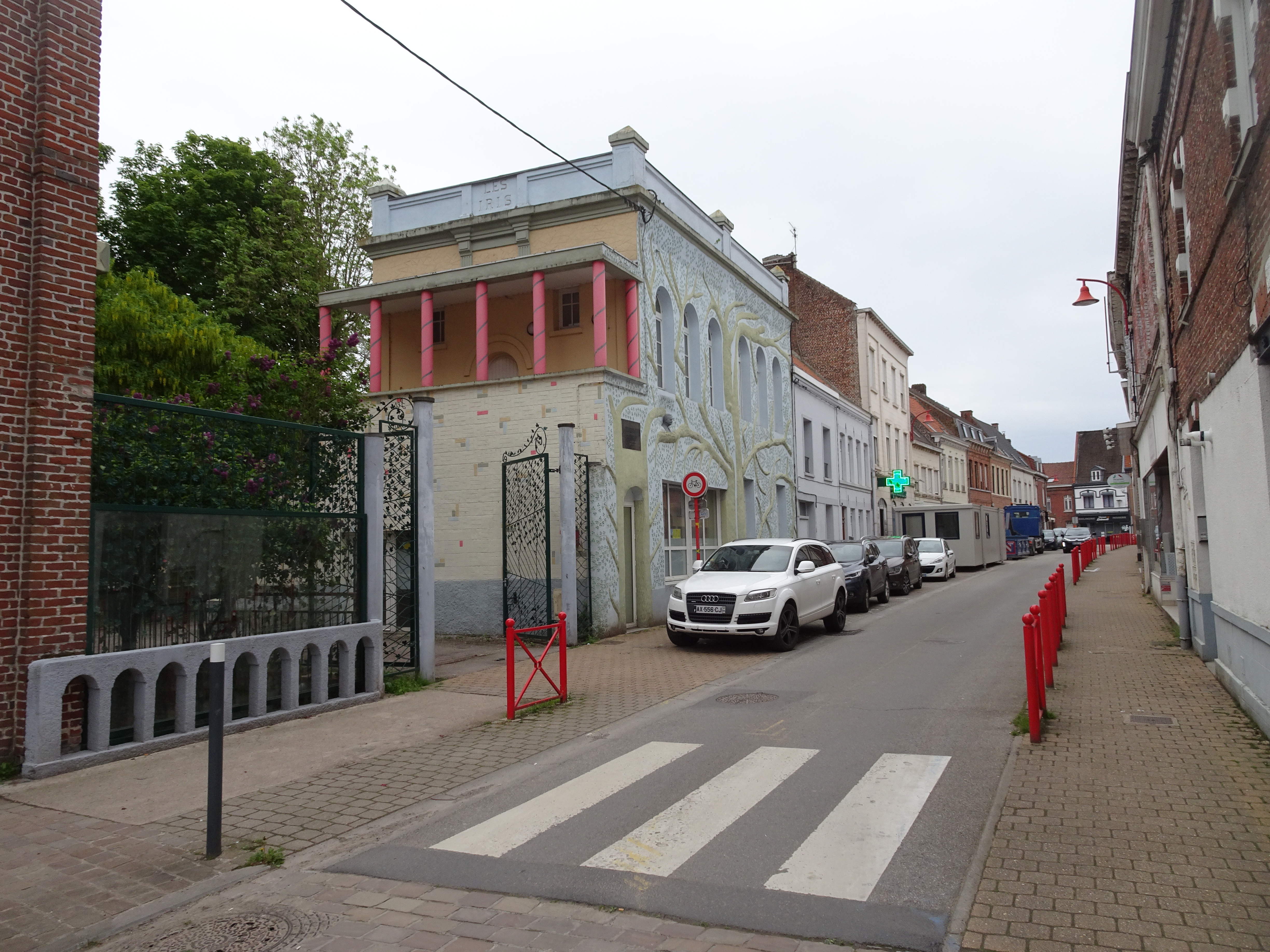
Office du tourisme de la Vallée de la Lys

- Le Pavillon des Iris, successivement habitation, commerce, industrie et maison de convalescence, il abrite actuellement l'Office de Tourisme de la Vallée de la Lys. La façade aux couleurs pastels est ornée d'un arbre courant tout le long de l'élévation[44].
- Le monument aux morts,
- Le cimetière militaire,

##### Les ponts
- Le Pont Vanuxeem
- Le Pont de Bac Saint Maur

### Le patrimoine industriel
- le moulin de Pipre
- la filature Salomon
- la blanchisserie Barbry
- l'écluse
- la rue des Foulons

### Le patrimoine paysager
Il se découvre au travers de randonnées dans la campagne steenwerckoise :

#### Randonnées

##### Circuit de la Boudrelle
13,2 km
Au départ du musée de la vie rurale, suivre la rue de l'Écluse, le pont Vanuxeem, la rue de la Boudrelle, la rue de la Haie d'Epine. Le circuit est balisé (suivre le circuit de la boudrelle, balisage jaune no 12).

##### Circuit du pont de pierre
13 km

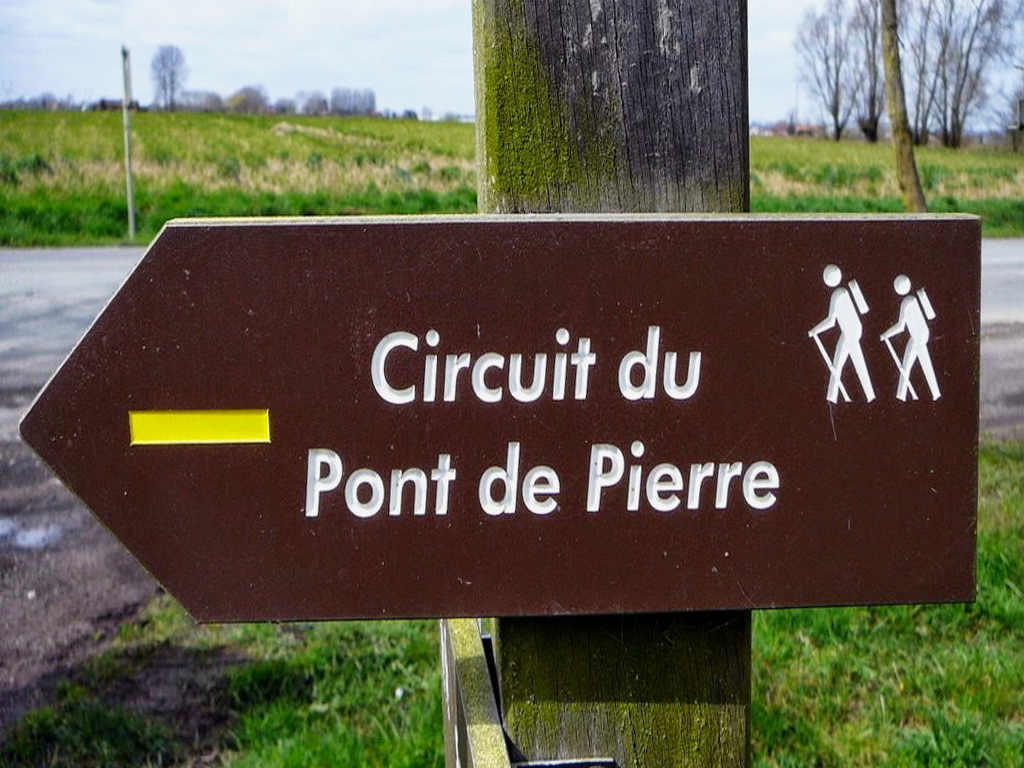
Steenwerck, Circuit du pont de pierre.

Du nom du pont surplombant la Serpentine, petit cours d'eau traversant le village, il débute aussi du Musée de la Vie Rurale. Au gré des chemins, le promeneur aperçoit au loin les Monts des flandes : Cassel (F), le Mont Kemmel (B).

##### Circuit au bord de la Lys
5 km pour découvrir la faune et la flore
Au départ de la rue de Pipre, afin de rejoindre les berges de la Lys pour revenir vers le hameau de la Croix du Bac. Le long du cours d'eau, une flore particulière aux zones humides se révèle : aubépine, bardane, camomille, églantier, frêne, houblon, orme, prunellier, reine-des-prés, sureau noir. De plus le promeneur peut découvrir des libellules, des salamandres ou des grenouilles.

#### La friche Dutrie
À l'origine l'entreprise Dutrie y avait installé des serres de cultures de plantes dont certaines d'essence tropicale, ainsi qu'une pépinière d'épicéas. Depuis l'arrêt de l'activité économique, la nature y a repris ses droits, et ce site fragile, est riche d'une grande variété botanique et faunistique. C'est un exemple rare d'apparition d'un écosystème au cœur d'un village. L'inventaire exhaustif de la faune et la flore se poursuit grâce au concours de quelques passionnés de l'association Steenwerck-Nature-Environnement.

#### La Serpentine
Ce petit cours d'eau se jette dans la Lys.

## Personnalités liées à la commune
- Louis Bethléem, prêtre catholique et censeur français.
- Antoine Bonte (1997-), habitant du hameau, célèbre cycliste de renommée locale, grand amateur des produits du terroir du coeur des Flandres, et figurant dans le film Nos Jours Heureux d'Olivier Nakache et d'Eric Toledano, aux côtés de Jean-Paul Rouve.  Il fut accusé à tort d’avoir volé une chèvre en novembre 2024 sur le site leboncoin.

## Économie
Deux zones artisanales : avec les Éts Wlaemynck (tissage spécifique), les Éts Flauw (cheminement des produits agricoles comme la pomme de terre), les Éts Bossaert (signalétique routière), les Éts Lebleu (travaux publics de pointe, assainissement, curage, lagunage), les Éts Turbé (convoyeurs à bandes pour l'industrie et le milieu agricole), et Nordsol (sol en bétons spéciaux)Sté TOLEXPRESS(decoupe laser et pliage de tôle)

## Population et société

### Démographie

#### Évolution démographique
L'évolution du nombre d'habitants est connue à travers les recensements de la population effectués dans la commune depuis 1793. Pour les communes de moins de 10 000 habitants, une enquête de recensement portant sur toute la population est réalisée tous les cinq ans, les populations de référence des années intermédiaires étant quant à elles estimées par interpolation ou extrapolation. Pour la commune, le premier recensement exhaustif entrant dans le cadre du nouveau dispositif a été réalisé en 2006.

En 2022, la commune comptait 3 474 habitants, en évolution de −4,14 % par rapport à 2016 (Nord : +0,51 %, France hors Mayotte : +2,11 %).
| 1793  | 1800  | 1806  | 1821  | 1831  | 1836  | 1841  | 1846  | 1851  |
| ----- | ----- | ----- | ----- | ----- | ----- | ----- | ----- | ----- |
| 4 415 | 4 962 | 4 473 | 4 580 | 4 747 | 4 784 | 4 789 | 4 761 | 4 800 |

| 1856  | 1861  | 1866  | 1872  | 1876  | 1881  | 1886  | 1891  | 1896  |
| ----- | ----- | ----- | ----- | ----- | ----- | ----- | ----- | ----- |
| 4 760 | 4 786 | 4 659 | 4 465 | 4 309 | 4 229 | 4 010 | 4 014 | 4 056 |

| 1901  | 1906  | 1911  | 1921  | 1926  | 1931  | 1936  | 1946  | 1954  |
| ----- | ----- | ----- | ----- | ----- | ----- | ----- | ----- | ----- |
| 4 005 | 4 003 | 3 700 | 3 335 | 3 220 | 3 123 | 3 039 | 3 128 | 3 092 |

| 1962  | 1968  | 1975  | 1982  | 1990  | 1999  | 2006  | 2011  | 2016  |
| ----- | ----- | ----- | ----- | ----- | ----- | ----- | ----- | ----- |
| 3 051 | 3 172 | 2 990 | 3 084 | 3 085 | 3 263 | 3 414 | 3 481 | 3 624 |

| 2021  | 2022  | - | - | - | - | - | - | - |
| ----- | ----- | - | - | - | - | - | - | - |
| 3 540 | 3 474 | - | - | - | - | - | - | - |

#### Pyramide des âges
La population de la commune est relativement jeune.
En 2018, le taux de personnes d'un âge inférieur à 30 ans s'élève à 36,6 %, soit en dessous de la moyenne départementale (39,5 %). À l'inverse, le taux de personnes d'âge supérieur à 60 ans est de 23,2 % la même année, alors qu'il est de 22,5 % au niveau départemental.
En 2018, la commune comptait 1 818 hommes pour 1 851 femmes, soit un taux de 50,45 % de femmes, légèrement inférieur au taux départemental (51,77 %).
Les pyramides des âges de la commune et du département s'établissent comme suit.
| Hommes | Classe d’âge | Femmes |
| ------ | ------------ | ------ |
| 0,6    | 90 ou +      | 2,1    |
| 7,1    | 75-89 ans    | 9,6    |
| 13,9   | 60-74 ans    | 13,0   |
| 21,6   | 45-59 ans    | 20,9   |
| 18,6   | 30-44 ans    | 19,3   |
| 18,4   | 15-29 ans    | 16,0   |
| 19,8   | 0-14 ans     | 19,1   |

| Hommes | Classe d’âge | Femmes |
| ------ | ------------ | ------ |
| 0,5    | 90 ou +      | 1,4    |
| 5,3    | 75-89 ans    | 8,1    |
| 14,8   | 60-74 ans    | 16,2   |
| 19,1   | 45-59 ans    | 18,4   |
| 19,5   | 30-44 ans    | 18,7   |
| 20,7   | 15-29 ans    | 19,1   |
| 20,2   | 0-14 ans     | 18     |

## Politique et administration

### Liste des maires
Maire en 1881 : Plouvier.
| Période                                  | Période   | Identité         | Étiquette | Qualité                 |
| ---------------------------------------- | --------- | ---------------- | --------- | ----------------------- |
| 1802                                     | 1807      | Plouvier         |           |                         |
| 1883                                     |           | Plouvier-Hennion |           |                         |
|                                          |           |                  |           |                         |
| 1887                                     | 1893      | Plouvier-Hennion |           |                         |
| 1893                                     | 1914      | Léon Plouvier    |           |                         |
|                                          |           |                  |           |                         |
| 1922                                     | 1939      | J. Delangle      |           | Médecin                 |
|                                          |           |                  |           |                         |
| 1951                                     | 1952      | E. Walle         |           |                         |
| 1953                                     | 1959      | E. Barbry        |           |                         |
|                                          | 1959      | Henri Plouvier   |           |                         |
| mars 1959                                | mars 2008 | Maurice Declercq | SE        | Médecin                 |
| mars 2008                                | En cours  | Joël Devos       | SE        | Cadre du secteur public |
| Les données manquantes sont à compléter. |           |                  |           |                         |

### Écoles
- École Saint-Joseph[58]
- École Jean Monnet
- École du Tilleul

## Cimetières militaires

### Cimetières militaires du Commonwealth
Ils sont au nombre de trois et concernent la Première Guerre mondiale
- Croix-du-Bac British Cemetery
- Le Grand Beaumart British Cemetery
- Trois Arbres Cemetery[59].

En avril 2007, à l'occasion de l'ANZAC Day, une délégation de Nouvelle-Zélande s'est rendue au cimetière militaire de Steenwerck pour exprimer un pardon du gouvernement néo-zélandais à John King, 22 ans, engagé volontaire et fusillé par l'armée britannique pour désertion le 19 août 1916 comme quatre de ses compatriotes. La Nouvelle-Zélande est le premier pays au monde à avoir voté une loi de pardon pour rendre les honneurs aux fusillés pour l'exemple. La Grande-Bretagne l'a suivie à l'automne 2006.

### Cimetière allemand
le Deutscher Soldatenfriedhof Steenwerck : ce cimetière militaire abrite les tombes de 2 048 soldats allemands de la Première Guerre mondiale. Il a été créé par les troupes allemandes lors de la bataille de la Lys en avril 1918 et progressivement élargi jusqu'en août 1918 au moment de leur repli. Après guerre, il sera agrandi par l'État français pour y accueillir des dépouilles inhumées dans les communes alentour. Le cimetière est aujourd'hui entretenu par le Volksbund Deutsche Kriegsgräberfürsorge.

## Sports
- Les 100 km à pied :

Créée en 1976, le 100 km de Steenwerck est une manifestation sportive ouverte à tous et pour tous, dont la devise est « Chacun sa course, chacun son rythme, mais tous le même chemin ». Cet événement a lieu chaque année à l'Ascension. Fort d'une équipe organisatrice rassemblant aujourd'hui plus de 400 bénévoles, l'épreuve a acquis une notoriété nationale, et rassemble chaque année plus de 1 000 participants.
- Basket club steenwerckois (BCS)

Le club de basket créé en 1978, compte plus de 200 joueurs réguliers et se hisse régulièrement dans le haut du classement des championnats départementaux et régionaux.
- La Roue libre

Club de cyclotourisme créé en 1978.
- Club de Foot Jeunesse Sportive Steenwerckoise (JSS)

Le club de football créé en 1941, compte près de 200 licenciés répartis dans une dizaine d'équipes. En 2010, une école de football a vu le jour. Depuis 2012, le club est partenaire du LOSC.
- Steenwerck en Short

Cette association créée en 2018, compte plus de 50 membres. Elle a pour objet de rassembler les Steenwerckois autour de la course à pied.
- Atelier danse

## Jumelages
- Hemer (Allemagne) depuis 1967[64]

## Pour approfondir